# Saint-Romain-sur-Cher
Saint-Romain-sur-Cher település Franciaországban, Loir-et-Cher megyében. Lakosainak száma 1458 fő (2022. január 1.). Saint-Romain-sur-Cher Choussy, Couddes, Mareuil-sur-Cher, Méhers, Noyers-sur-Cher és Thésée községekkel határos.

## Népesség
A település népessége az elmúlt években az alábbi módon változott:
| Lakosok száma | 1087 | 1213 | 1236 | 1428 | 1503 | 1494 | 1478 | 1461 | 1458 | 1458 |
|               | 1968 | 1982 | 1990 | 2006 | 2013 | 2015 | 2017 | 2019 | 2020 | 2022 |